# Contradictio in adiecto
La locuzione latina contradictio in adiecto in italiano significa letteralmente contraddizione nell'attributo, ovverosia "contraddizione in termini". Indica una formulazione di concetto di forma contraddittoria, in cui un attributo non sia compatibile in modo logico con il sostantivo che lo regge poiché il concetto classicamente legato a questo (al sostantivo) contiene già una chiara connotazione non coerente con la specificazione apportata dall'attributo.
Ad esempio, nelle locuzioni "ferro ligneo", "fuoco umido", o simili, la specificazione aggiunta dall'attributo collide con caratteri intrinseci del concetto che si lega al sostantivo.